# الشعوب الأصلية في الأرجنتين

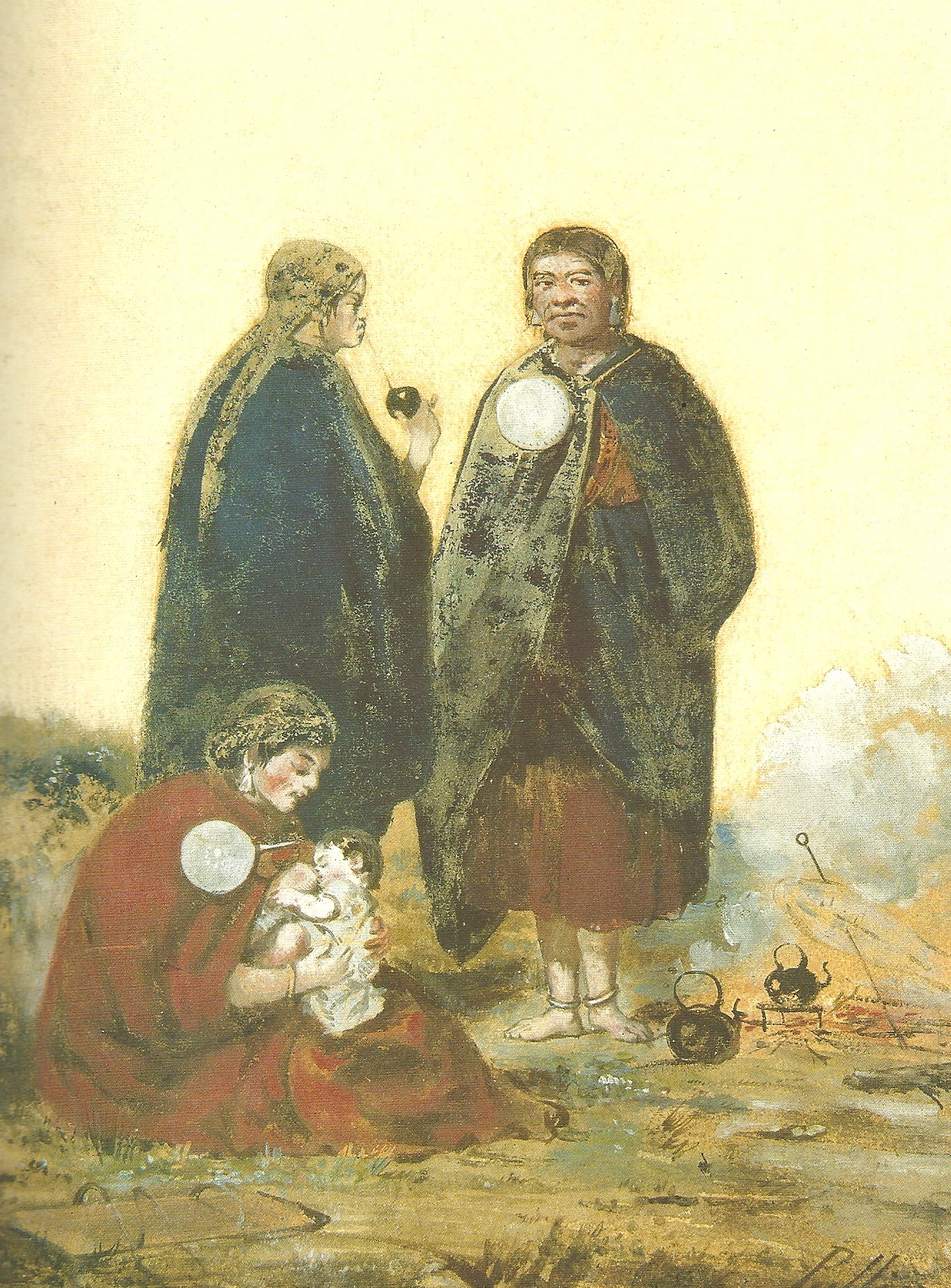

تضمّ الأرجنتين 35 مجموعةً من الشعوب الأصلية (يُشار إليها غالبًا باسم الهنود الأمريكيين الأرجنتينيين أو الأرجنتينيين الأصليين)، وفقًا لما أورده المسح التكميلي للشعوب الأصلية عام 2004، والذي جاء كأول محاولة للحكومة الأرجنتينية منذ 100 عام تقريبًا لتحدد التركيبة السكانية وتصنيفها عرقيًا. استنادًا إلى التعريف الذاتي أو الإسناد الذاتي المتبع في المسح، أعلن 1.49% من السكان، أي ما يقارب 600,000 أرجنتيني، انتماءهم إلى الهنود الأمريكيين أو انحدارهم من الجيل الأول من سلالة الهنود الأمريكيين. ارتفعت هذه النسبة آنفة الذكر إلى 2.38% في الإحصاء السكاني لعام 2010، أي ما يعادل 955,032 نسمة، وحُدّدت فيه أكبر مجموعات السكان الأصليين تعدادًا: التيهوليش والكولا والكوم والويتشي ودياغويتا وموكوفي وشعوب الهواربي والمابوتشي والغواراني. من المعروف أيضًا وجود سلف أصلي واحد على الأقل للعديد من الأرجنتينيين؛ أظهرت دراسة وراثية أجرتها جامعة بوينس آيرس عام 2011 امتلاك أكثر من 56% من 320 أرجنتينيًا أُخذت عيناتهم سلفًا أصليًا واحدًا على الأقل من إحدى السلالتين الوالديتين، بالإضافة إلى وجود سلف أصلي لكلتا السلالتين الوالديتين لما يقارب 11% من أصحاب العينات.
تُعتبر محافظة خوخوي القابعة في شمال غرب الأرجنتين، موطنًا لأعلى نسبة من الأسر (15%) الحاوية على مقيم واحد على الأقل من السكان الأصليين أو سليل مباشر لأحدهم، وتصل هذه النسبة في محافظتي تشوبوت ونيوكوين، في باتاغونيا، إلى ما يزيد عن 12%. 

## عصور ما قبل التاريخ
يعود تاريخ أقدم دليل معروف على وجود الشعوب الأصلية في الأرجنتين إلى 11,000 عام قبل الميلاد، إذ اكتُشف فيما يُعرف الآن باسم موقع بيدرا موسيو الأثري في محافظة سانتا كروز، التي تضم أيضًا كهف دي لاس مانوس، البالغ من العمر 10,000 عام. يُعدّ الموقعان من أقدم الأدلة على حضارة السكان الأصليين في الأمريكيتين، وواجهت الأدلة هذه إلى جانب عدد من المواقع القديمة المماثلة في أجزاء أخرى من نصف الكرة الجنوبي، فرضية «البداية الكلوفزية» حول استيطان الأمريكيتين (تنص النظرية، مدعومةً بشحّ الأدلة المخالفة، على أن حضارة كلوفيس كانت أول الحضارات في نصف الكرة الغربي). 

## نبذة تاريخية

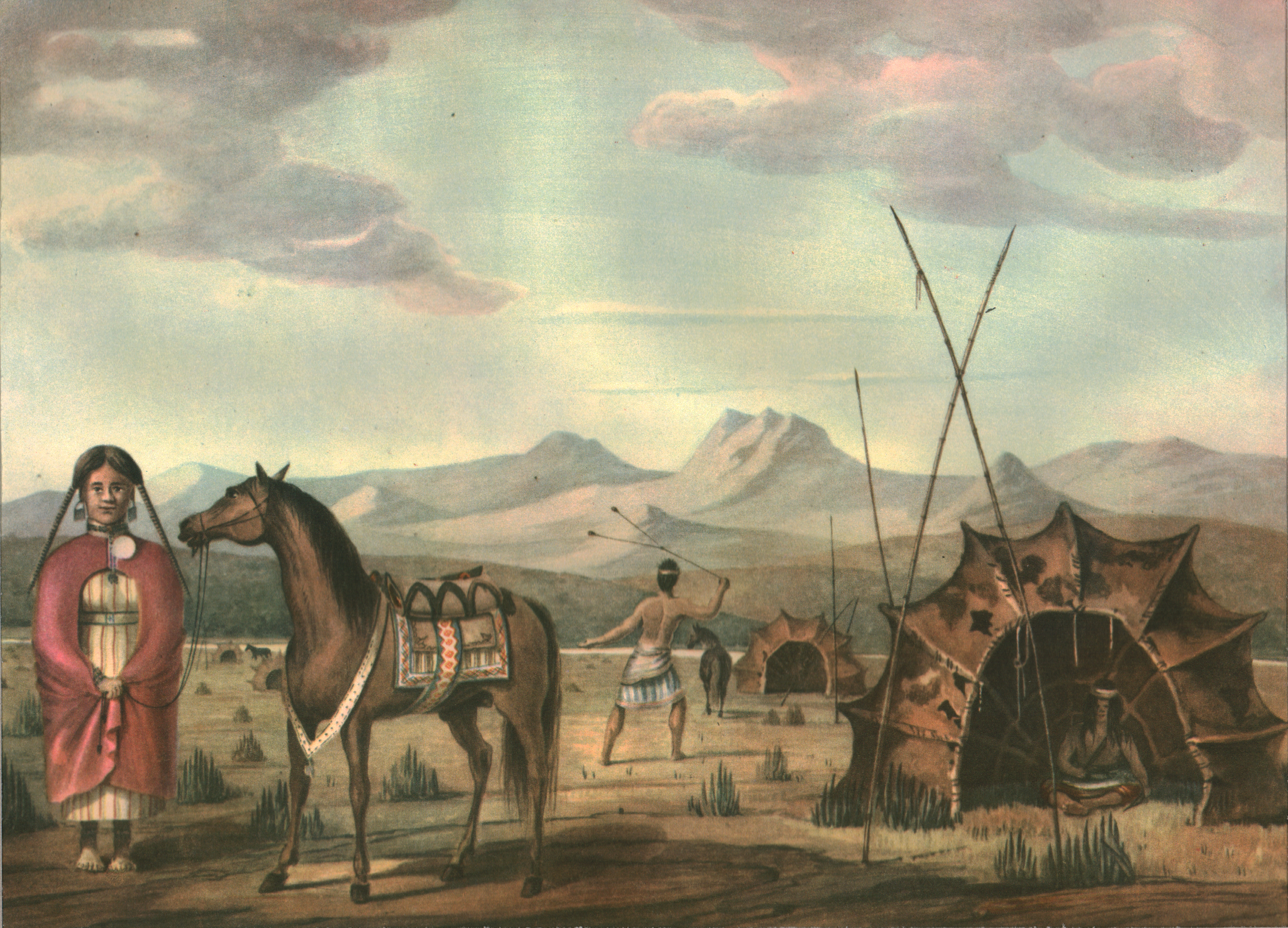
تيليري هندي - سييرا دي لا فينتانا - بوينس آيرس، بحسب بيليجريني

شهد عام 1500 وجود العديد من المجتمعات الأصلية المتنوعة في الأرجنتين الحالية. لم تتحد هذه الشعوب كلها ضمن مجموعة واحدة بل كوّنوا عدّة مجموعات مستقلة، حمل كل منها خصائص لغوية ومجتمعية مختلفة مع وجود علاقات بينها. ونتيجة لما سبق، لم يواجهوا وصول الاستعمار الإسباني كصفّ واحد، بل تباينت ردود فعلهم تجاه الأوروبيين. نظر الشعب الإسباني إلى السكان الأصليين نظرة احتقار وازدراء، لدرجة شكّهم في امتلاك السكان الأصليين أرواحًا بالتزامن مع النظرة العامة في أوروبا تجاههم. تبرر هذه النظرة بدورها احتفاظ الأوروبيين بمعلومات تاريخية شحيحة عنهم.
أسهمت الحركات السكانية الرئيسية في تغيير الديموغرافيا الباتاغونية الأساسية خلال القرن التاسع عشر. جرى غزو شعب الأونيكنك الأصلي وطرده من أراضيه من قبل الغزاة المابوتشيين (الذين أطلقوا على الأونيكنك لقب التيهوليش) بين عامي 1820 و1850. صُبغ معظم شمال باتاغونيا وجنوب شرق بامباس بالأروكانية بحلول عام 1870. شهدت فترة حكم جيل 1880 تشجيع الهجرة الأوروبية كوسيلة لاحتلال منطقة خالية، وتكوين مجموعة السكان المحليين، ودمج الشعب تدريجيًا في السوق العالمية عبر جهود الأوروبيين الاستعمارية. ربما لُخّصت هذه التغييرات بصورة أفضل عبر التعبير المجازي الأنثروبولوجي الذي ينص على «انحدار الأرجنتينيين من السفن». يتضح مدى تأثير الهجرات ومساهمتها في الإثنوغرافيا الأرجنتينية من خلال احتلال الأرجنتين المرتبة الثانية في قائمة أكثر الدول احتواءً على المهاجرين في العالم، إذ وصل عددهم إلى 6.6 مليون نسمة، بعد الولايات المتحدة صاحبة المرتبة الأولى بواقع 27 مليون نسمة، متفوقةً على عدة دول مثل كندا والبرازيل وأستراليا، إلخ.
قُوبل توسع مجتمعات المهاجرين الأوروبية وامتداد السكك الحديدية غربًا إلى البامبا وجنوبًا إلى باتاغونيا بغارات مالونية نفذتها القبائل المُهجّرة. هذا ما أسفر عن حملة غزو الصحراء في سبعينيات القرن التاسع عشر، والتي حصدت أرواح ما يزيد عن 1300 من السكان الأصليين. ونتيجة لذلك، تأثرت حضارات الشعوب الأصلية في الأرجنتين بعملية تهميش روجت لها الحكومة خلال النصف الثاني من القرن التاسع عشر وأوائل القرن العشرين.
شجعت الاستكشافات والأبحاث والكتابات واسعة النطاق التي قدمها خوان باوتيستا أمبروسيتي وغيره من علماء الإثنوغرافيا خلال القرن العشرين، والتي أعقبت دراسات رائدة سابقة قام بها علماء الأنثروبولوجيا من أمثال روبرت ليمان-نيتشه، على زيادة الاهتمام بالشعوب الأصلية في الأرجنتين، وتسليط الضوء على مساهماتهم في حضارة البلاد بصورة أكبر في عهد الرئيس خوان بيرون في أربعينيات وخمسينيات القرن الماضي كجزء من ثقافة كريولو الريفية والقيم التي أحياها بيرون خلال تلك الحقبة. انتهت رسميًا السياسات التمييزية تجاه هؤلاء الأفراد وغيرهم من الأقليات، مع إصدار الرئيس راؤول ألفونسين قانون مكافحة التمييز (القانون 23.592) في 3 أغسطس 1988، وتزايدت الجهود الرامية إلى مكافحة التمييز مع إنشاء مكتب حكومي، باسم المعهد الوطني لمناهضة التمييز وكراهية الأجانب والعنصرية (آي إن إيه دي آي) عام 1995. باتت محافظة كوريينتس عام 2004، أولى محافظات البلاد التي تمنح لغة أصلية (الغوارانية) صفة الرسمية، وجرى الاعتراف بجميع الشعوب الأصلية البالغ عددها 35 في إحصاء الشعوب الأصلية لعام 2004 وأُدرجت بصفتها فئات ذاتية الوصف في تعداد عام 2010؛ وهكذا باتت مجتمعات السكان الأصليين والأرجنتينيون الأفارقة هي المجموعات الوحيدة التي مُنحت اعتراف كفئات عرقية حسب تعداد عام 2010. 

## المجتمعات الأصلية في الوقت الحاضر
يبلغ عدد سكان الأرجنتين 40 مليون نسمة. حدّد المسح الإضافي للسكان الأصليين، الذي نشره المعهد الوطني للإحصاء والتعداد، ما مجموعه 600329 شخصًا ممن يعرّفون أنفسهم على أنهم منحدرون من الشعوب الأصلية أو ينتمون إليها.
لا تثق منظمات السكان الأصليين المختلفة بمصداقية هذا المسح لأسباب عدّة: أولاً، اعتبرت المنهجية المستخدمة في المسح قاصرةً، إذ يعيش عدد كبير من السكان الأصليين في مناطق حضرية لم يشملها المسح بصورة كاملة. ثانياً، يخفي العديد من السكان الأصليين في البلاد هويتهم خوفاً من التمييز. علاوةً على ذلك، اعتمد المسح عند تصميمه عام 2001 على وجود 18 شعبًا معروفًا في البلاد، بينما يوجد اليوم أكثر من 31 مجموعة أصلية. تعكس هذه الزيادة انتشار الوعي بصورة متزايدة بين السكان الأصليين فيما يخص الانتماء العرقي لهم.
تنتشر فكرة خاطئة بين الأرجنتينيين تفيد بعدم وجود شعوب أصلية في بلادهم، نظرًا لاعتقادهم بأن غالبية السكان الأصليين قد ماتوا أو أنهم قريبون من الموت، بالإضافة إلى ظنهم أن أحفاد السكان الأصليين قد جرى استيعابهم ضمن الحضارة الغربية منذ سنوات عديدة. يُعتبر استخدام المصطلحات التحقيرية التي تصف السكان الأصليين بالكسل، والخمول، والقذارة، والجهل والوحشية، جزءًا من اللغة اليومية في الأرجنتين. اضطر العديد من السكان الأصليين على مر السنين إلى إخفاء هويتهم بسبب هذه القوالب النمطية الخاطئة، في محاولة منهم لتجنب التعرض للتمييز العنصري.
بقي العديد من السكان الأصليين محرومين من امتلاك الأرض وحقوق الإنسان حتى عام 2011. كافح العديد من أبناء مجتمع كوم الأصلي بهدف صون حياة أفراده وحماية الأرض التي يدّعون أنها أرض أجدادهم. زعم قائد لإحدى المجتمعات الأصلية فيليكس دياز حرمان شعبه من المساعدة الطبية، وشحّ مواردهم من مياه الشرب ومعاناتهم من غلاء الأسعار الذي يفرضه التجار بصورة مستمرة، وادّعى أيضًا تجاهل القضاة شكاوى السكان الأصليين.